# Monte-Carlo Masters 2022
Monte-Carlo Masters 2022 (còn được biết đến với Rolex Monte-Carlo Masters vì lý do tài trợ) là một giải quần vợt nam chuyên nghiệp thi đấu trên mặt sân đất nện ngoài trời. Đây là lần thứ 115 giải Monte Carlo Masters được tổ chức. Giải đấu diễn ra tại Monte Carlo Country Club ở Roquebrune-Cap-Martin, Pháp (thường được gọi là Monte Carlo, Monaco). Giải đấu là một phần của ATP Masters 1000 trong ATP Tour 2022.

## Điểm và tiền thưởng

### Phân phối điểm
Bởi vì Monte Carlo Masters là giải Masters 1000 không bắt buộc, quy tắc đặc biệt về phân phối điểm đang ở trong vị trí. Monte Carlo Masters được tính trong thành tích của các tay vợt là giải 500, trong khi đó điểm được phân phối như Masters 1000.
| Sự kiện | VĐ    | CK  | BK  | TK  | Vòng 1/16 | Vòng 1/32 | Vòng 1/64 | Q  | Q2 | Q1 |
| Đơn nam | 1,000 | 600 | 360 | 180 | 90        | 45        | 10        | 25 | 16 | 0  |
| Đôi nam | 1,000 | 600 | 360 | 180 | 90        | 0         | —         | —  | —  | —  |

### Tiền thưởng
| Sự kiện | VĐ       | CK       | BK       | TK       | Vòng 1/16 | Vòng 1/32 | Vòng 1/64 | Q2     | Q1     |
| Đơn     | €836,355 | €456,720 | €249,640 | €136,225 | €72,865   | €39,070   | €21,650   | €9,205 | €5,025 |
| Đôi*    | €256,610 | €139,390 | €76,560  | €42,240  | €23,230   | €17,580   | —         | —      | —      |

*mỗi đội

## Nội dung đơn

### Hạt giống
| Quốc gia | Tay vợt               | Xếp hạng1 | Hạt giống |
| -------- | --------------------- | --------- | --------- |
| SRB      | Novak Djokovic        | 1         | 1         |
| GER      | Alexander Zverev      | 3         | 2         |
| GRE      | Stefanos Tsitsipas    | 5         | 3         |
| NOR      | Casper Ruud           | 7         | 4         |
|          | Andrey Rublev         | 8         | 5         |
| CAN      | Félix Auger-Aliassime | 9         | 6         |
| GBR      | Cameron Norrie        | 10        | 7         |
| ESP      | Carlos Alcaraz        | 11        | 8         |
| ITA      | Jannik Sinner         | 12        | 9         |
| USA      | Taylor Fritz          | 13        | 10        |
| POL      | Hubert Hurkacz        | 14        | 11        |
| ARG      | Diego Schwartzman     | 16        | 12        |
| ESP      | Pablo Carreño Busta   | 17        | 13        |
| ESP      | Roberto Bautista Agut | 19        | 14        |
| GEO      | Nikoloz Basilashvili  | 20        | 15        |
| ITA      | Lorenzo Sonego        | 21        | 16        |

1 Bảng xếp hạng vào ngày 4 tháng 4 năm 2022

### Vận động viên khác
Đặc cách:
- Lucas Catarina
- David Goffin
- Jo-Wilfried Tsonga
- Stan Wawrinka

Bảo toàn thứ hạng:
- Borna Ćorić

Vượt qua vòng loại:
- Sebastián Báez
- Hugo Dellien
- Jiří Lehečka
- Jaume Munar
- Holger Rune
- Emil Ruusuvuori
- Bernabé Zapata Miralles

Thua cuộc may mắn:
- Benjamin Bonzi
- Maxime Cressy
- Oscar Otte

### Rút lui
- Roberto Bautista Agut → thay thế bởi  Benjamin Bonzi
- Matteo Berrettini → thay thế bởi  Arthur Rinderknech
- Cristian Garín → thay thế bởi  Oscar Otte
- Dominik Koepfer → thay thế bởi  Marcos Giron
- Daniil Medvedev → thay thế bởi  Tallon Griekspoor
- Gaël Monfils → thay thế bởi  Maxime Cressy
- Rafael Nadal → thay thế bởi  Benoît Paire
- Dominic Thiem → thay thế bởi  Lorenzo Musetti

## Nội dung đôi

### Hạt giống
| Quốc gia | Tay vợt               | Quốc gia | Tay vợt           | Xếp hạng1 | Hạt giống |
| -------- | --------------------- | -------- | ----------------- | --------- | --------- |
| USA      | Rajeev Ram            | GBR      | Joe Salisbury     | 3         | 1         |
| CRO      | Nikola Mektić         | CRO      | Mate Pavić        | 7         | 2         |
| ESP      | Marcel Granollers     | ARG      | Horacio Zeballos  | 11        | 3         |
| FRA      | Pierre-Hugues Herbert | FRA      | Nicolas Mahut     | 15        | 4         |
| GER      | Tim Pütz              | NZL      | Michael Venus     | 20        | 5         |
| COL      | Juan Sebastián Cabal  | COL      | Robert Farah      | 24        | 6         |
| NED      | Wesley Koolhof        | GBR      | Neal Skupski      | 31        | 7         |
| ESA      | Marcelo Arévalo       | NED      | Jean-Julien Rojer | 51        | 8         |

1 Bảng xếp hạng vào ngày 4 tháng 4 năm 2022.

### Vận động viên khác
Đặc cách:
- Romain Arneodo /  Hugo Nys
- Marcelo Melo /  Alexander Zverev
- Petros Tsitsipas /  Stefanos Tsitsipas

### Rút lui
Trước giải đấu
- Jamie Murray /  Bruno Soares → thay thế bởi  Rohan Bopanna /  Jamie Murray
- John Peers /  Filip Polášek → thay thế bởi  Aslan Karatsev /  John Peers
- Raven Klaasen /  Ben McLachlan → thay thế bởi  Nikoloz Basilashvili /  Alexander Bublik

## Nhà vô địch

### Đơn
- Stefanos Tsitsipas đánh bại  Alejandro Davidovich Fokina, 6–3, 7–6(7–3)

### Đôi
- Rajeev Ram /  Joe Salisbury đánh bại  Juan Sebastián Cabal /  Robert Farah, 6–4, 3–6, [10–7]